# Bolsa de Toronto
La Bolsa de Valores de Toronto (TSX; en inglés, Toronto Stock Exchange; en francés, Bourse de Toronto) es una bolsa de valores con sede en el Distrito Financiero de Toronto que ofrece servicios en todo Canadá. Es la novena mayor bolsa de valores del mundo por capitalización de mercado. Anteriormente había una bolsa de valores en Vancouver y otra en Montreal, que ahora forman parte del grupo. Actualmente cuenta con oficinas en Vancouver, Calgary, Toronto y Montreal.